# Douglas XB-42
Die Douglas XB-42 Mixmaster war ein experimenteller US-amerikanischer Bomber der Zeit des Zweiten Weltkrieges. Mit zwei gegenläufigen Druckpropellern am Heck sollte er eine hohe Geschwindigkeit erreichen.

## Entwicklung und Geschichte
Die Anfang 1943 gestartete Entwicklung durch Edward Burton und Carlos Wood wurde am Anfang privat finanziert und sollte einen mittleren Bomber mit hoher Geschwindigkeit, geringer Fertigungszeit und weniger Besatzung als bisherige Modelle ergeben. Es sollte ein Bomber gefunden werden, der die Reichweite einer B-29 Superfortress erreichte, jedoch ohne deren Größe und Kosten. Um den aerodynamischen Widerstand zu reduzieren hatte der Entwurf einen sehr ungewöhnlichen Antrieb. Zwei hinter dem Cockpit im Rumpf liegende Motoren trieben zwei gegenläufige, koaxial hintereinander liegende Druckpropeller an. Die freien Tragflächen und der Rumpf konnten so aerodynamisch optimiert werden. Es wurden nur zwei Prototypen gebaut. Das Ende des Zweiten Weltkrieges und das Aufkommen der Strahltriebwerke ließen schließlich die Serienfertigung scheitern.
Den USAF wurde der Entwurf im Mai 1943 präsentiert. Daraufhin bestellte die Beschaffungsabteilung der US Air Force in Wright Field am 25. Juni 1943 zwei Prototypen im Wert von drei Millionen US-Dollar, die anfangs noch als Angriffsflugzeuge mit der Bezeichnung XA-42 eingestuft wurden.
Das Flugzeug erhielt zwei wassergekühlte 1.800-PS-12-Zylinder-Allison-V-1710-125-Reihenmotoren hinter der Flugkabine, die über eine fast neun Meter lange und in fünf Segmente aufgeteilte Fernwelle und ein 2,77:1-Getriebe jeweils einen der gegenläufigen Druckpropeller von Curtiss Electric am Heck antrieben. Die Lufteinlässe für die Motoren und die Tanks wurden in die Tragflächen integriert. Diese waren in Mitteldeckerausführung angebracht, was gleichzeitig einen großen Bombenschacht ermöglichte. Das Fahrwerk bestand aus einem Bugrad und einem nach hinten und seitlich einziehbaren Hauptfahrwerk. Das kreuzförmige Heckleitwerk verhinderte die Beschädigung der Propeller bei Start und Landung. Der hinter dem Leitwerk gelegene Teil mitsamt Propeller und Getriebe konnte im Notfall abgesprengt werden, um der Besatzung ein sicheres Verlassen des Flugzeuges zu ermöglichen. Der Pilot und der Copilot saßen unter Doppelglaskabinendächern, der Bombenschütze in der vorderen verglasten Flugzeugnase. Das Flugzeug hatte eine Defensivbewaffnung von sechs 12,7-mm-Maschinengewehren, die in den Tragflächen versenkt werden konnten.
Der erste Prototyp der XB-42 (43-50224) startete früher als im Zeitplan vorgesehen am 6. Mai 1944 mit Testpilot Bob Brush an Bord zu seinem Erstflug, der ihn vom Clover Field bei Santa Monica nach Palm Springs brachte, wo die eigentliche Flugerprobung stattfinden sollte. Die Leistung war hervorragend; so konnte z. B. die Geschwindigkeit der De Havilland DH.98 Mosquito erreicht bzw. überschritten werden – und dies mit der doppelten Bombenlast. Die verglasten Kabinen erwiesen sich als Designfehler und erzeugten einige Instabilitäten und Vibrationen. Bei ausgefahrenen Landeklappen sowie bei geöffnetem Bombenschacht kam es zu Turbulenzen, die die Luftschrauben in Vibrationen versetzten. Die schlechte Motorkühlung war ein weiteres Problem; allerdings sah man die Probleme als lösbar an.
Am 1. August 1944 startete dann der zweite Prototyp (43-50225) zu seinem Erstflug. Er war mit der vorgesehenen Selbstschutzbewaffnung von zwei ferngesteuerten 12,7-mm-MGs in der Tragflächenhinterkante zwischen den Klappen und dem Querruder ausgerüstet, welche beim Flug durch Klappen abgedeckt wurden. Bei dieser Maschine wurde schon bald eine einteilige Cockpithaube zur Verbesserung der Kommunikation zwischen den Piloten nachgerüstet.
Die US Air Force übernahm Ende 1945 die Maschinen und stellte am 8. Dezember 1945 mit der XB-42 einen neuen Geschwindigkeitsrekord beim Flug von Long Beach nach Bolling Field (Washington) mit 697,8 km/h auf. Am 16. Dezember 1945 wurde eine Maschine bei einem Unfall zerstört. Ursache war, dass sich das Fahrwerk des Flugzeuges nach dem Start in Bolling Field nicht komplett einfahren ließ und später die Triebwerke wegen Treibstoffmangels ausfielen. Der Pilot Fred Asconi gab daraufhin den Befehl zum Abspringen und löste den Mechanismus zum Absprengen der Luftschrauben aus. Aufgrund des weggefallenen Gewichts kippte die Maschine steil nach unten; den drei Männern gelang jedoch in geringer Höhe der Absprung.
Es wurde jedoch vorher, mit Ende des Zweiten Weltkrieges, die Entwicklung zurückgefahren, um die Entwicklung von Strahlbombern voranzutreiben.
Die zweite Maschine wurde weiter getestet. Aus ihr entstand die XB-42A mit besseren Kolbenmotoren und zwei Westinghouse-19XB-2A-Strahltriebwerken mit je 7,11 kN Schub unter den Tragflächen. Ihr Erstflug erfolgte am 27. Mai 1947 in Muroc. In dieser Konfiguration erreichte sie 785 km/h. Bei einer harten Landung 1947 nach 22 Flügen wurde sie beschädigt und danach repariert; aber sie flog nie wieder.
Im Jahre 1949 wurde die Maschine an das National Air and Space Museum übergeben, ohne bisher ausgestellt worden zu sein. Sie stand dort zusammen mit der XB-43 bis Ende 2010 im Lager des Museums in Silver Hill. Danach wurde sie nach Dayton zum National Museum of the United States Air Force transportiert, um dort restauriert zu werden.
Eine vergrößerte, zivile Ableitung der XB-42 für bis zu vierzig Passagiere wurde unter dem Projektnamen 1004 beziehungsweise DC-8 (welcher später für den bekannten Passagierjet wiederverwendet wurde) entwickelt, jedoch nicht verwirklicht.

## Technische Daten

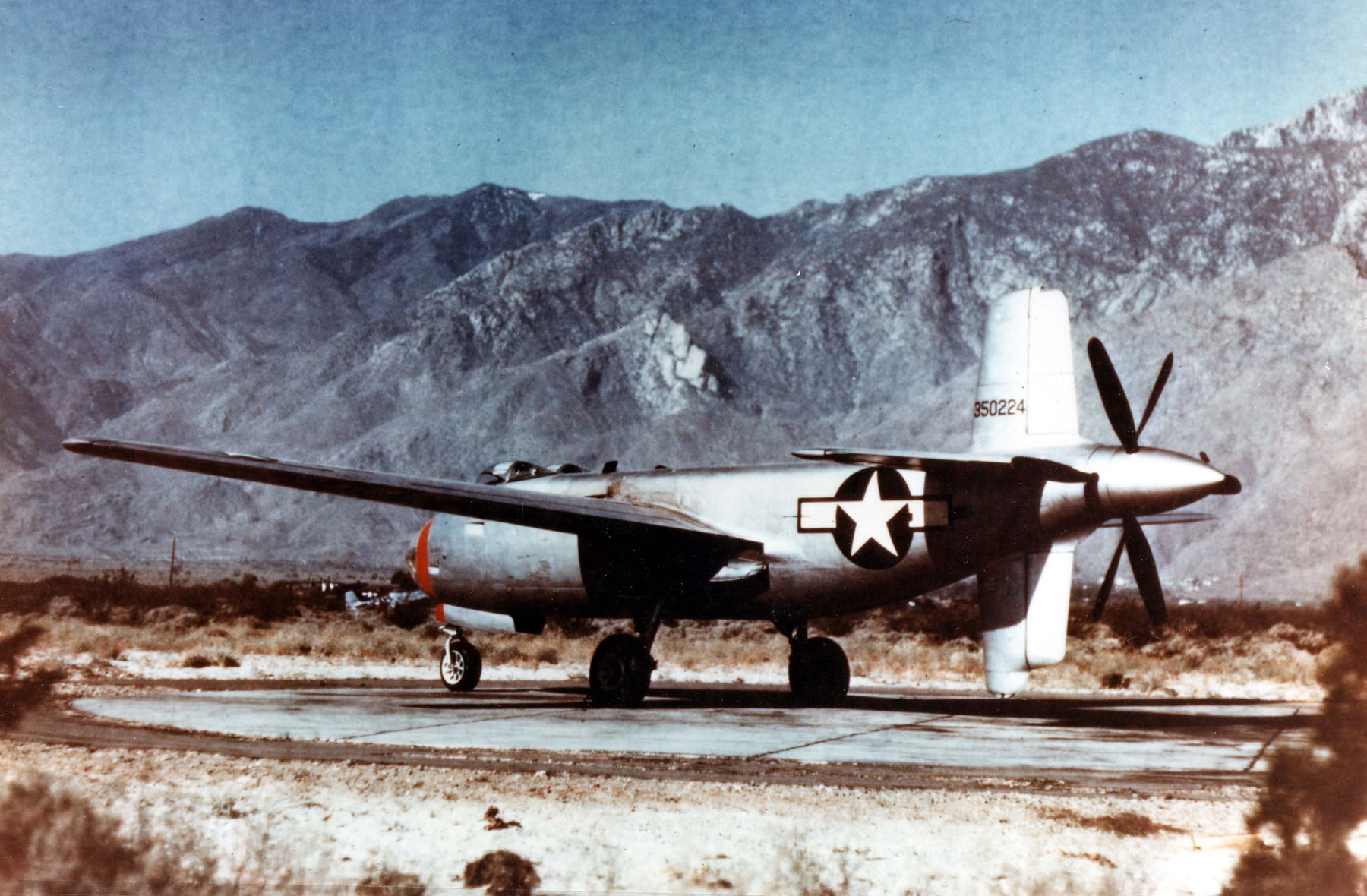
Douglas XB-42 von schräg hinten

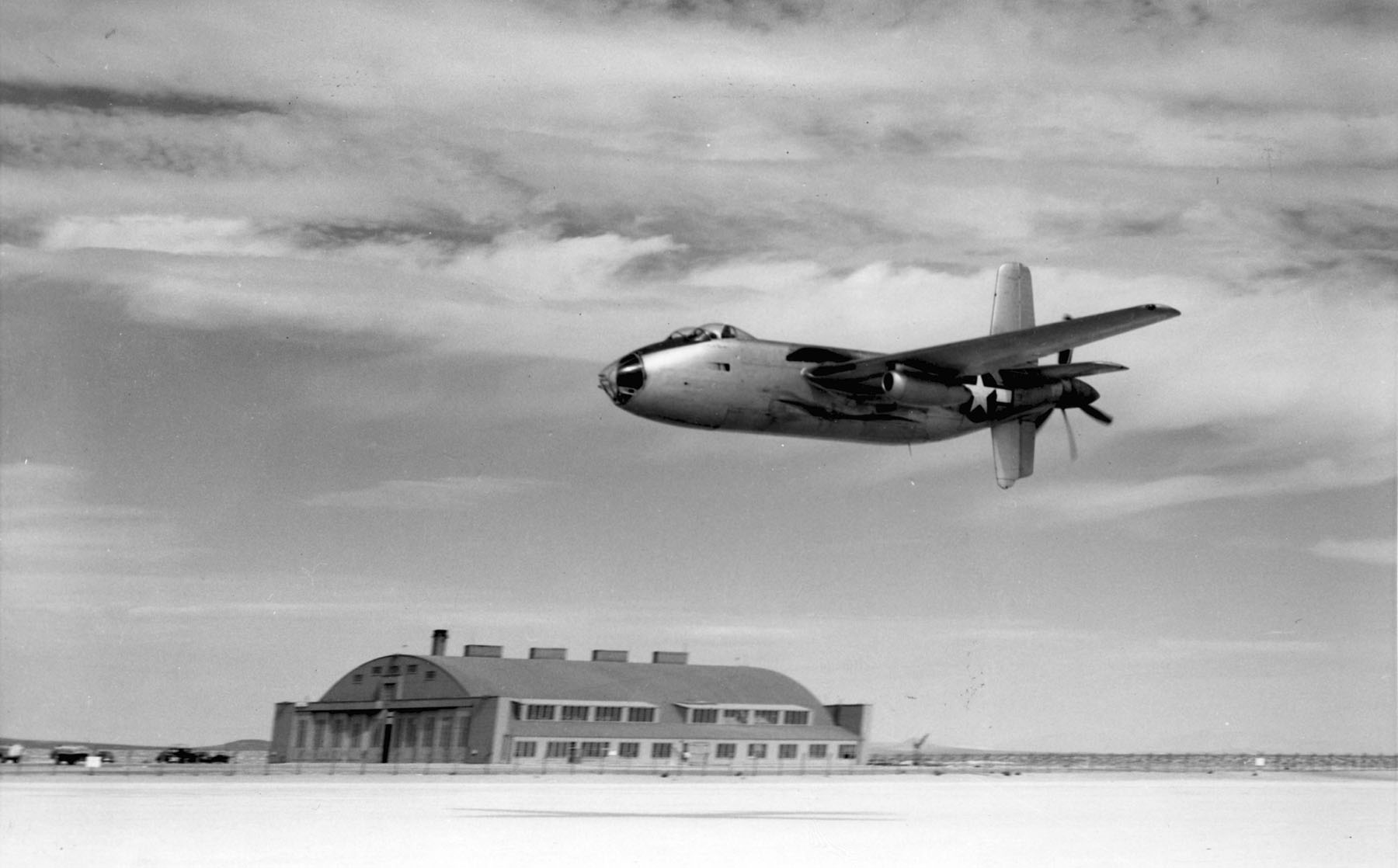
XB-42A mit zusätzlichen Strahltriebwerken im Tiefflug

| Kenngröße             | Daten                                                        |
| --------------------- | ------------------------------------------------------------ |
| Besatzung             | 3                                                            |
| Länge                 | 16,4 m                                                       |
| Spannweite            | 21,5 m                                                       |
| Höhe                  | 5,7 m                                                        |
| Flügelfläche          | 51,6 m²                                                      |
| Flügelstreckung       | 9,0                                                          |
| Leermasse             | 9.475 kg                                                     |
| Startmasse            | 15.060 kg                                                    |
| Höchstgeschwindigkeit | 660 km/h                                                     |
| Dienstgipfelhöhe      | 8.960 m                                                      |
| Reichweite            | 2.900 km (Kampfeinsatz), 8.700 km (Überführungsflug)         |
| Triebwerke            | 2× V12-Motoren Allison V-1710-125 mit je 1.300 kW (1.800 PS) |
| Bewaffnung            | 6× 12,7 mm MGs, 3.600 kg Bomben                              |